# Arrowsmithia
Arrowsmithia é um género botânico pertencente à família Asteraceae.